# Giovanni Lentini il Giovane
Giovanni Lentini detto il Giovane, per distinguerlo dal nonno Giovanni Lentini il Vecchio (Palermo, 29 aprile 1882 – Milano, 1948) è stato un pittore italiano.

## Biografia
Nacque in una famiglia siciliana d'artisti, in quanto sia il padre, Rocco Lentini, che il nonno, Giovanni Lentini il Vecchio, erano pittori e scenografi. A ventisei anni si trasferì a Milano, dove fu attivo come pittore per circa trent'anni e insegnò pittura all’Accademia di Brera.
Massone, membro del Grande Oriente d'Italia, in una lettera al Gran Maestro Ettore Ferrari del 13 febbraio 1913 propose la creazione di un'associazione chiamata Famiglia artistica, costituita da fratelli artisti.
Secondo alcune fonti non morì nel 1948 ma nel 1955